# Эскадренные миноносцы типа «Альмиранте Браун»
Эска́дренные миноно́сцы ти́па «Альмира́нте Бра́ун» — тип эскадренных миноносцев, состоящих на вооружении военно-морских сил Аргентины. Название дано в честь национального героя Аргентины адмирала Уильяма Брауна. Разработаны на основе немецкого проекта МЕКО. Всего в 1980—1984 годах были построены четыре корабля этого типа. В западной литературе классифицируются, а также, по основным характеристикам соответствуют фрегатам.

## История строительства
В 1974 в Аргентине была принята национальная военно-морская программа (исп. Plan Nacional de Construcciones Navales от 28 марта 1974 года) обновления флота для замены в составе ВМС кораблей времён Второй мировой войны. В конце 1970-х годов правительство Аргентины заключило с фирмой Blohm & Voss контракт на постройку четырёх ракетных эсминцев по концепции МЕКО. Строительство кораблей серии, получившей фирменное обозначение MEKO 360 H2, началось в начале 80-х на верфях Blohm und Voss в Гамбурге. Головной корабль серии «Альмиранте Браун» был заложен в 1980 году, спуск на воду состоялся 28 марта 1981 года, в состав ВМС Аргентины введён 9 февраля 1983 года. 16 января 1984 года в состав ВМС Аргентины вошёл последний корабль серии — «Саранди». Корабли строились для сопровождения авианосца «Вейнтисинко де Майо», для чего на последнем в 1983 году была проведена модернизация радиоэлектронного оборудования с целью улучшения взаимодействия с эсминцами. Вошли в состав флота после окончания Фолклендской войны.

## Служба
С 25 сентября 1990 по 25 апреля 1991 эсминец «Альмиранте Браун» в паре с корветом «Спиру» типа «Эспора» участвовал в Войне в Персидском заливе.
Принимают участие в военно-морских учениях UNITAS, Gringo-Gaucho и др.
По состоянию на 2010 год, все четыре эсминца типа «Альмиранте Браун» несут активную службу и являются наиболее крупными надводными боевыми кораблями во флоте страны, хотя по сообщениям западной прессы, состояние кораблей оценивается как критическое. Из-за импортных ограничений и финансовых проблем корабли серии «Альмиранте Браун» бо́льшую часть времени проводят в порту.
С 2005 года эсминец ARA Sarandí (D-13) является флагманом аргентинского флота.

## Список эсминцев типа
| Название        | Бортовой номер | Верфь                 | Закладка        | Спуск на воду    | Ввод в строй    | Примечания |
| --------------- | -------------- | --------------------- | --------------- | ---------------- | --------------- | ---------- |
| Almirante Brown | D-10           | Blohm + Voss, Гамбург | 8 сентября 1980 | 28 марта 1981    | 9 февраля 1983  |            |
| La Argentina    | D-11           | Blohm + Voss, Гамбург | 31 августа 1981 | 25 сентября 1982 | 19 июля 1983    |            |
| Heroína         | D-12           | Blohm + Voss, Гамбург | 24 августа 1981 | 17 февраля 1982  | 31 октября 1983 |            |
| Sarandí         | D-13           | Blohm + Voss, Гамбург | 9 марта 1982    | 31 августа 1982  | 16 января 1984  |            |

## Галерея
- ARA Almirante Brown (D-10)
- ARA La Argentina (D-11)
- ARA Heroína (D-12)
- ARA Sarandí (D-13)